# Record du Maroc de natation dames du 100 mètres papillon
Cet article présente l'évolution du record du Maroc de natation dames du 100 mètres papillon.

## Bassin de 50 mètres
| Temps         | Athlète                  | Naissance | Âge | Club | Compétition                           | Lieu             | Date            |
| ------------- | ------------------------ | --------- | --- | ---- | ------------------------------------- | ---------------- | --------------- |
| 1 min 03 s 86 | Shérazade Ramond-Hannane | 1990      | 18  | WAC  | Championnats du Maroc (f)             | Casablanca       | 25 juillet 2008 |
| 1 min 03 s 35 | Shérazade Ramond-Hannane | 1990      | 19  | WAC  | Championnats de France des jeunes (f) | Chalon-sur-Saône | 22 mai 2009     |

## Bassin de 25 mètres
| Temps         | Athlète                  | Naissance | Âge | Club         | Compétition                           | Lieu      | Date             |
| ------------- | ------------------------ | --------- | --- | ------------ | ------------------------------------- | --------- | ---------------- |
| 1 min 03 s 44 | Shérazade Ramond-Hannane | 1990      | 18  | WAC          |                                       | Paris     | 21 décembre 2008 |
| 1 min 03 s 10 | Sara El Bekri            | 1987      | 24  | RCA Natation | Meeting national d'automne sprint (s) | Compiègne | 11 novembre 2011 |
| 1 min 02 s 58 | Sara El Bekri            | 1987      | 24  | RCA Natation | Meeting national d'automne sprint (s) | Compiègne | 13 novembre 2011 |